# Municipio de Niles (Indiana)
El municipio de Niles (en inglés: Niles Township) es un municipio ubicado en el condado de Delaware en el estado estadounidense de Indiana. En el año 2010 tenía una población de 1360 habitantes y una densidad poblacional de 17,73 personas por km².

## Geografía
El municipio de Niles se encuentra ubicado en las coordenadas 40°20′43″N 85°16′3″O / 40.34528, -85.26750. Según la Oficina del Censo de los Estados Unidos, el municipio tiene una superficie total de 76.7 km², de la cual 76,37 km² corresponden a tierra firme y (0,44 %) 0,34 km² es agua.

## Demografía
Según el censo de 2010, había 1360 personas residiendo en el municipio de Niles. La densidad de población era de 17,73 hab./km². De los 1360 habitantes, el municipio de Niles estaba compuesto por el 98,16 % blancos, el 0,22 % eran afroamericanos, el 0,59 % eran amerindios, el 0,22 % eran asiáticos, el 0,07 % eran de otras razas y el 0,74 % eran de una mezcla de razas. Del total de la población el 0,66 % eran hispanos o latinos de cualquier raza.